# 琼波南交
琼波南交（藏語：མཁས་གྲུབ་ཁྱུང་པོ་རྣལ་འབྱོར་，威利转写：mkhas grub khyung po rnal 'byor，藏语拼音：Khedrup Khyungpo Naljor，1086年—12世纪？），西藏尼木人，藏传佛教香巴噶举派的创始人。「瓊波」是姓，「南交」指瑜伽師，故又稱「瓊波瑜伽師」。
琼波南交幼年时曾学习苯教，后改学宁玛派《大圆满法》。后前往尼泊尔，从苏摩谛论师（善慧）学习梵文。此后又赴印度，随尼古玛、弥勒巴等众多名师修习显密经典与密法。50年间他往来于藏、尼、印三地，曾与150余位高僧有过交往。回藏后，他从噶当派高僧朗日塘巴受比丘戒。他曾在盆域地方（今西藏林周县）建寺宏法，后又于三年间在香地（今西藏南木林县）建立了以向训寺为首的108座寺庙，广收门徒、传播佛法，自此创立香巴噶举派。
他的弟子众多，据传达八万余人，其中尤以麦乌敦巴、雅波嘉摩齐、杜敦仁旺等七人最为知名，被称作“七宝法统”。